# پل کاخ
پل کاخ (روسی: Дворцо́вый мост) یک پل باسکولی برای عبور و مرور جاده‌ای و پیاده، بر روی رودخانه نوا در سنت پترزبورگ میان میدان کاخ و جزیره واسیلیفسکی قرار دارد. مانند هر پل دیگر نوا (به‌جز پل بزرگ اوبوخوفسکی)، این پل نیز شب‌ها کشیده می‌شود و رفت‌وآمد پیاده میان نقاط مختلف شهر را عملاً غیرممکن می‌سازد. این پل باسکولی توسط یک شرکت آمریکایی به نام شرکت پل‌سازی Scherzer Rolling Lift طراحی و توسط شرکت فرانسوی Société de Construction des Batignolles میان سال‌های ۱۹۱۲ تا ۱۹۱۶ ساخته شد.